# Рімарева Любов В'ячеславівна
Любов В'ячеславівна Римарева (нар. 28 вересня 1950, Москва, СРСР) — російський вчений, фахівець у галузі біотехнології харчових продуктів, член-кореспондент РАСГН (2010), член-кореспондент РАН (2014), академік РАН (2016).

## Біографія
Народилася 28 вересня 1950 року в Москві.
У 1973 році закінчила Московський технологічний інститут харчової промисловості.
З 1973 року працює у Всеросійському НДІ харчової біотехнології — філії ФДБУН «Федеральний дослідницький центр харчування, біотехнології та безпеки їжі», пройшовши шлях від молодшого наукового співробітника до заступника директора з наукової роботи (з 2000 року).
В 1997 році захистила докторську дисертацію.
У 2000 році — присвоєно вчене звання професора.
З 2008 року — професор кафедри біотехнології Московського державного університету харчових виробництв.
У 2010 році обрана членом-кореспондентом РАСГН.
У 2014 році обрана членом-кореспондентом РАН (у рамках приєднання РАСГН до РАН).
У 2016 році обрана академіком РАН.

## Наукова та громадська діяльність
Визнаний фахівець у галузі біотехнології харчових продуктів.
Наукова діяльність присвячена фундаментальним і прикладним дослідженням у галузі нанобіотехнологічних, біокаталітичних, біосинтетичних і ферментативних процесів в переробних галузях АПК.
Під керівництвом Любові Рімаревої і за безпосередньої участі розроблені біотехнології, високопродуктивні промислові штами мікроорганізмів.
Є творцем і керівником наукової школи з біотехнології ферментів у харчовій промисловості та біокаталізу рослинної та мікробної сировини.
Очолює роботу з біосинтетичних і біокаталітичних нанотехнологій ферментів, дріжджів, органічних кислот і біологічно активних добавок.
Автор понад 380 наукових праць. Має 30 авторських свідоцтв і патентів на винаходи.

### Вибрані праці
- Определение активности ферментов: справ. / соавт.: Г. В. Полыгалина, В. С. Чередниченко. — М.: ДеЛи принт, 2003. — 372 с.
- Микробиологический контроль спиртового и ферментного производства / соавт. Н. Н. Воронцова; Всерос. НИИ пищ. биотехнологии. — М., 2005. — 200 с.
- Теоретические и практические аспекты развития спиртовой, ликероводочной, ферментной, дрожжевой и уксусной отраслей промышленности / соавт. В. А. Поляков. — М., 2006. — 307 с.
- Инструкция по технохимическому и микробиологическому контролю спиртового производства / соавт.: И. М. Абрамова и др.; Всерос. НИИ пищ. биотехнологии. — М.: ДеЛи принт, 2007. — 480 с.
- Перспективные биокатализаторы для перерабатывающих отраслей АПК / соавт. В. А. Поляков; Всерос. НИИ пищ. биотехнологии. — М., 2010. — 312 с.
- Теоретические и практические основы биотехнологии дрожжей: учеб. пособие. — М.: ДеЛи принт, 2010. — 220 с.

## Нагороди
- Заслужений діяч науки Російської Федерації (2006)
- Медаль «В пам'ять 850-річчя Москви» (1997)

### Інтерв'ю
- Любовь Римарева: «Наука для женщины — идеальное место»